# Scandia (Minnesota)
Pour les articles homonymes, voir Scandia.
Scandia est une ville américaine située dans le comté de Washington, dans le Minnesota. Selon le recensement de 2010, sa population est de 3 936 habitants.

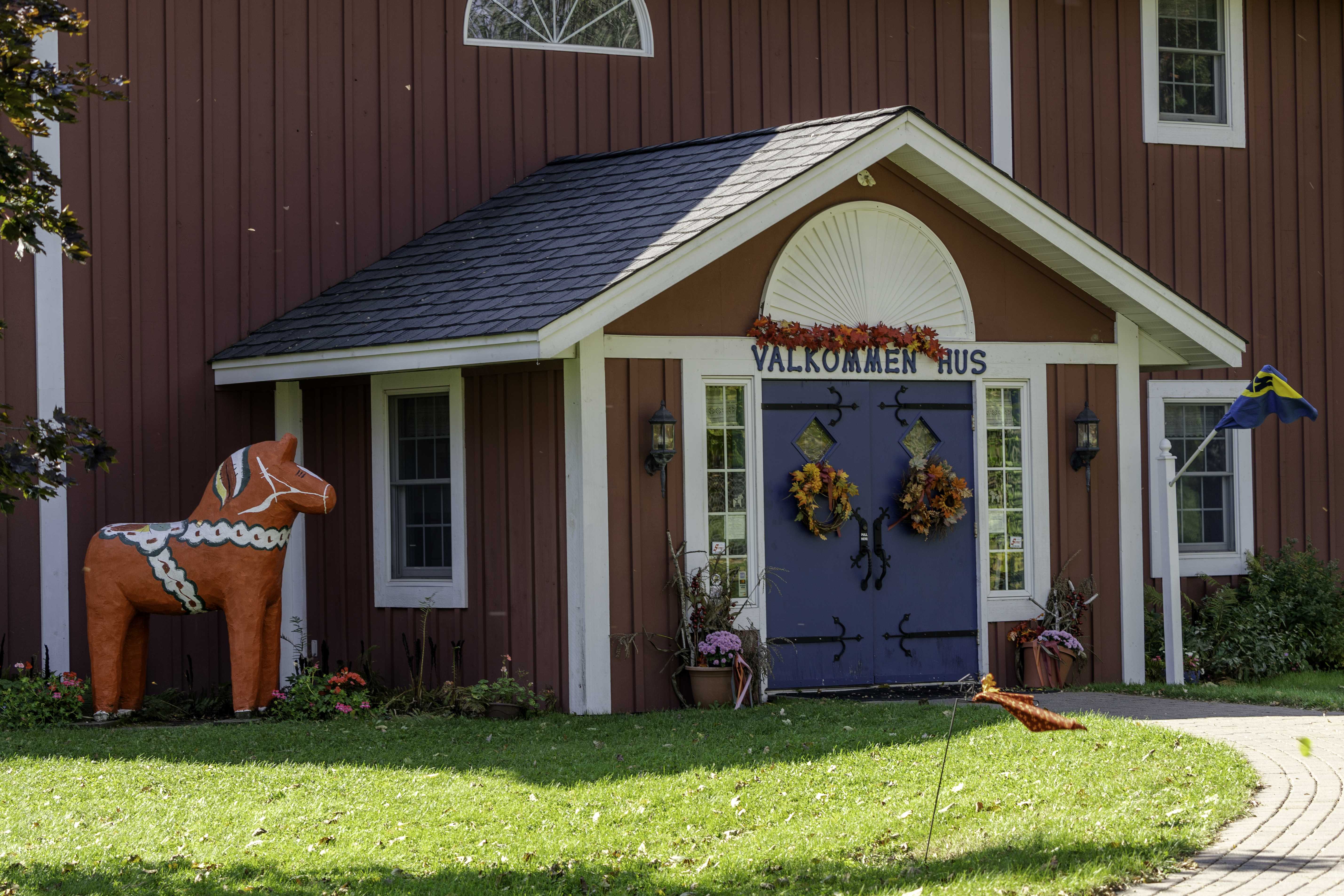
Musée Gammelgården avec cheval Dala